# هم بی
هم بی (به انگلیسی: Heme B) با فرمول شیمیایی C34H32O4N4Fe یک ترکیب شیمیایی با شناسه پاب‌کم 444098 است. که جرم مولی آن ۶۱۶٫۴۸۷ گرم بر مول می‌باشد. هم بي يكي از فراوان ترين هم‌ها مي باشد به عنوان مثال هموگلوبين و ميوگلوبين نمونه هايي از پروتون هاي انتقال دهنده اكسيژن هستند كه داراي هم بي مي باشند. همچنين آنزيم هاي تازه مشهور شده COX-1 (cyclooxygenase) و COX-2 نيز شامل هم بي هستند. ساختار صحيح هم بي و هم اس ابتدا توسط شيميدان آلماني هانس فيشر روشن شد. 